# ウァレリウス氏族

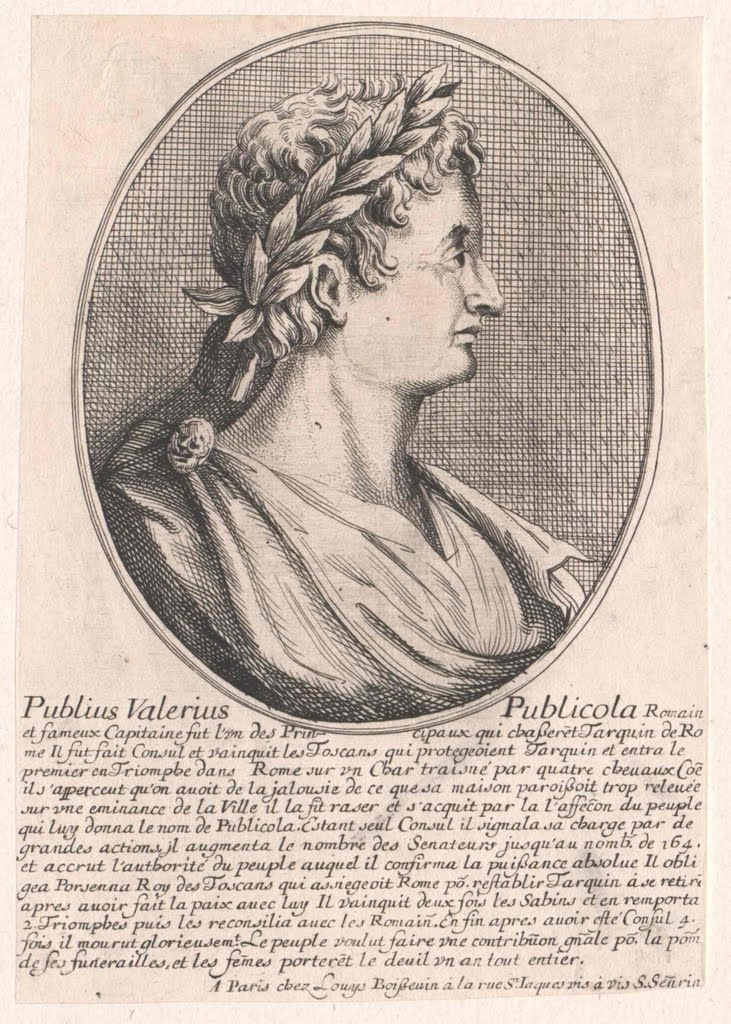
共和政樹立の立役者の一人、プブリウス・ウァレリウス・プブリコラ

ウァレリウス氏族（ラテン語: Gens Valeria）は、古代ローマの氏族のひとつ。
共和政ローマ初期からその名が記録に残っており、プブリウス・ウァレリウス・プブリコラを祖とするパトリキ系と、少数ながらプレブス系も存在する。
共和政を通じて執政官を輩出し、属州出身ながら306年には西方正帝フラウィウス・ウァレリウス・セウェルスも出している。

## パトリキ系

### ウォルスス家
- ウァレリウス・ウォルスス
  - プブリウス・ウァレリウス・プブリコラ, 紀元前509年の補充執政官。共和政樹立の立役者の一人。508，507，504年の執政官[1]
    - プブリウス・ウァレリウス・プブリコラ, 紀元前475年, 460年の執政官[2]
      - ルキウス・ウァレリウス・ポティトゥス, 紀元前449年の執政官[3]
        - ルキウス・ウァレリウス・ポティトゥス, 紀元前393年, 392年の執政官。前414, 406, 403, 401, 398年の執政武官[4]
          - ガイウス・ウァレリウス・ポティトゥス, 紀元前331年の執政官[5]

  - ウァレリア, プブリコラの妹。紀元前488年頃グナエウス・マルキウス・コリオラヌスの乱時に活躍[6]
  - マルクス・ウァレリウス・ウォルスス, 紀元前505年の執政官[7]
    - マニウス・ウァレリウス, 紀元前501年の独裁官とする記録がある[8]
    - ルキウス・ウァレリウス・ポティトゥス, 紀元前483年, 470年の執政官[9]

  - マニウス・ウァレリウス・マクシムス, 紀元前494年の独裁官[10]
    - マルクス・ウァレリウス・マクシムス・ラクトゥカ, 紀元前456年の執政官[11]
      - マルクス・ウァレリウス・ラクトゥカ・マクシムス, 紀元前437年の執政官[12]
        - マルクス・ウァレリウス・ラクトゥキヌス・マクシムス, 紀元前398年, 395年の執政武官[13]
- ウォルスス
  - ルキウス (紀元前483年の執政官？)
    - ガイウス・ウァレリウス・ポティトゥス・ウォルスス, 紀元前410年の執政官。前415, 407, 404年の執政武官[14]
- ルキウス
  - ルキウス (紀元前393年の執政官？)
    - ルキウス・ウァレリウス・プブリコラ, 紀元前394年, 389, 387, 383, 380年の執政武官[15]
      - マルクス・ウァレリウス・プブリコラ, 紀元前355年, 353年の執政官[16]

    - プブリウス・ウァレリウス・ポティトゥス・プブリコラ, 紀元前386年, 384, 380, 377, 370, 367年の執政武官[17]
      - プブリウス・ウァレリウス・プブリコラ, 紀元前352年の執政官[18]
- ガイウス・ウァレリウス・ポティトゥス, 紀元前370年の執政武官[19]

### コルウス家
- マルクス
  - マルクス
    - マルクス・ウァレリウス・コルウス, 紀元前348年, 346, 343, 335, 300, 299年の執政官[20]
      - マルクス・ウァレリウス・マクシムス・コルウィヌス, 紀元前312年, 289年の執政官[21]

### フラックス家

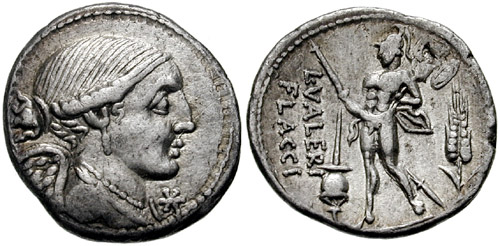
紀元前100年の執政官ルキウス・ウァレリウス・フラックスが刻まれたデナリウス銀貨

- ルキウス・ウァレリウス(・フラックス？), 紀元前331年のマギステル・エクィトゥム？[5]
- ルキウス・ウァレリウス(・フラックス), 紀元前282年の海軍二人官。タレントゥムを攻撃[22]
- ルキウス
  - マルクス
    - ルキウス・ウァレリウス・フラックス, 紀元前261年の執政官[23]
      - プブリウス・ウァレリウス・フラックス, 紀元前227年の執政官[24]
        - プブリウス？・ウァレリウス・フラックス, 紀元前215年の艦隊プラエフェクトゥス[25]
        - ルキウス・ウァレリウス・フラックス, 紀元前195年の執政官[26]
          - ルキウス・ウァレリウス・フラックス, 紀元前152年の執政官[27]
            - ルキウス・ウァレリウス・フラックス, 紀元前131年の執政官[28]
              - ルキウス・ウァレリウス・フラックス, 紀元前100年の執政官[29]

            - ガイウス
              - ガイウス・ウァレリウス・フラックス, 紀元前93年の執政官[30]
              - ルキウス・ウァレリウス・フラックス, 紀元前86年の補充執政官[30]

        - ガイウス・ウァレリウス・フラックス, 紀元前183年のプラエトル[31][32]
- ルキウス・ウァレリウス・フラックス, 紀元前117年のプラエトルもしくはプロコンスル。クァエストルのマルクス・アウレリウス・スカウルスに起訴されそうになった[33]

### ラエウィヌス家
- マニウス・ウァレリウス・ラエウィヌス, 紀元前486年に処刑されたとする記録がある[34]
- プブリウス・ウァレリウス・ラエウィヌス, 紀元前280年の執政官[22]
  - プブリウス
    - マルクス・ウァレリウス・ラエウィヌス, 紀元前220年, 210年の執政官[35]
      - マルクス・ウァレリウス・ラエウィヌス, 紀元前182年のプラエトル[36]
      - ガイウス・ウァレリウス・ラエウィヌス, 紀元前176年の補充執政官[37]

### メッサラ家
- マルクス
  - マルクス
    - マニウス・ウァレリウス・マクシムス・メッサッラ, 紀元前263年の執政官[38]
      - マルクス・ウァレリウス・マクシムス・メッサッラ, 紀元前226年の執政官[24]
        - マルクス・ウァレリウス・メッサッラ, 紀元前188年の執政官[39]
          - マルクス・ウァレリウス・メッサッラ, 紀元前161年の執政官[40]
            - マニウス
              - マルクス
                - マルクス・ウァレリウス・メッサッラ・ニゲル, 紀元前61年の執政官[41]
- マルクスもしくはマニウス・ウァレリウス・メッサッラ，紀元前90年の執政官プブリウス・ルティリウス・ルプス配下のレガトゥス[42]
- マルクス・ウァレリウス・メッサッラ・ルフス, 紀元前53年の執政官[43]
- マルクス・ウァレリウス・メッサッラ, 紀元前32年の補充執政官[44]
- マルクス
  - マルクス
    - マルクス・ウァレリウス・メッサッラ・コルウィヌス, 紀元前31年の補充執政官[45]
- マルクス・ウァレリウス・メッサッラ・ポティトゥス, 紀元前29年の補充執政官[46]

### ファルト家
- プブリウス
  - クィントゥス
    - クィントゥス・ウァレリウス・ファルト, 紀元前239年の執政官[47]
    - プブリウス・ウァレリウス・ファルト, 紀元前238年の執政官[47]
- マルクス・ウァレリウス・ファルト, 紀元前201年のプラエトル、ブルティウム担当。翌年プロプラエトルとしてサルディニア担当[48]

### その他
- マルクス・ウァレリウス, 紀元前340年にプブリウス・デキウス・ムスが自軍の勝利のため生贄となった際の神祇官[49]

## プレブス系

### アンティアス家
- ルキウス・ウァレリウス・アンティアス：紀元前215年にハンニバルとピリッポス5世との密約文書が発見された際にローマへ護送した[50]
- ウァレリウス・アンティアス（英語版）：紀元前1世紀のマイナーな歴史家

### タッポ家
- ガイウス
  - ルキウス・ウァレリウス・タッポ：紀元前192年のプラエトル、シキリア担当[51]
- ガイウス・ウァレリウス・タッポ：紀元前188年の護民官、いくつかのムニキピアに参政権を付与する法案を提出[52]

## 皇帝
- フラウィウス・ウァレリウス・セウェルス： 306年のローマ帝国西方正帝